# Höbodtjärnen
Höbodtjärnen är en sjö i Krokoms kommun i Jämtland och ingår i Indalsälvens huvudavrinningsområde. Sjön har en area på 0,098 kvadratkilometer och ligger 415,8 meter över havet. Sjön avvattnas av vattendraget Höbodbäcken.

## Delavrinningsområde
Höbodtjärnen ingår i det delavrinningsområde (705559-139180) som SMHI kallar för Mynnar i Gärdessjön. Medelhöjden är 463 meter över havet och ytan är 17,12 kvadratkilometer. Det finns inga avrinningsområden uppströms utan avrinningsområdet är högsta punkten. Höbodbäcken som avvattnar avrinningsområdet har biflödesordning 3, vilket innebär att vattnet flödar genom totalt 3 vattendrag innan det når havet efter 310 kilometer. Avrinningsområdet består mestadels av skog (73 procent) och sankmarker (18 procent). Avrinningsområdet har 0,1 kvadratkilometer vattenytor vilket ger det en sjöprocent på 0,6 procent.